# أفا سميث
أفا سميث (بالإنجليزية: Ava Smith)‏ هي عارضة أمريكية، ولدت في 4 نوفمبر 1988 في شيكاغو في الولايات المتحدة.

## روابط خارجية
- أفا سميث على موقع دليل عارضات الأزياء (الإنجليزية)